# Сийко
Сийко — пресноводное озеро на территории Костомукшского городского округа Республики Карелии.

## Общие сведения
Площадь озера — 1,3 км², площадь водосборного бассейна — 5,45 км². Располагается на высоте 236,0 метров над уровнем моря.
Форма озера лопастная, продолговатая: оно вытянуто с северо-востока на юго-запад. Берега изрезанные, каменисто-песчаные, преимущественно возвышенные.
Из залива на южной стороне озера вытекает безымянный водоток, впадающий в озеро Леви, через которое протекает река Судно, впадающая в озеро Верхнее Куйто.
Ближе к северному берегу озера расположен один относительно крупный (по масштабам водоёма) остров без названия.
Озеро расположено в трёх километрах от Российско-финляндской границы.
Код объекта в государственном водном реестре — 02020000811102000004081.